# Goryczuszka szorstka
Goryczuszka szorstka (Gentianella aspera (Hegetschw. & Heer) Dostál ex Skalický, Chrtek & Gill) – gatunek rośliny z rodziny goryczkowatych (Gentianaceae Juss.). Występuje naturalnie w Północnych Alpach Wapiennych i Alpach Centralnych. 

## Morfologia

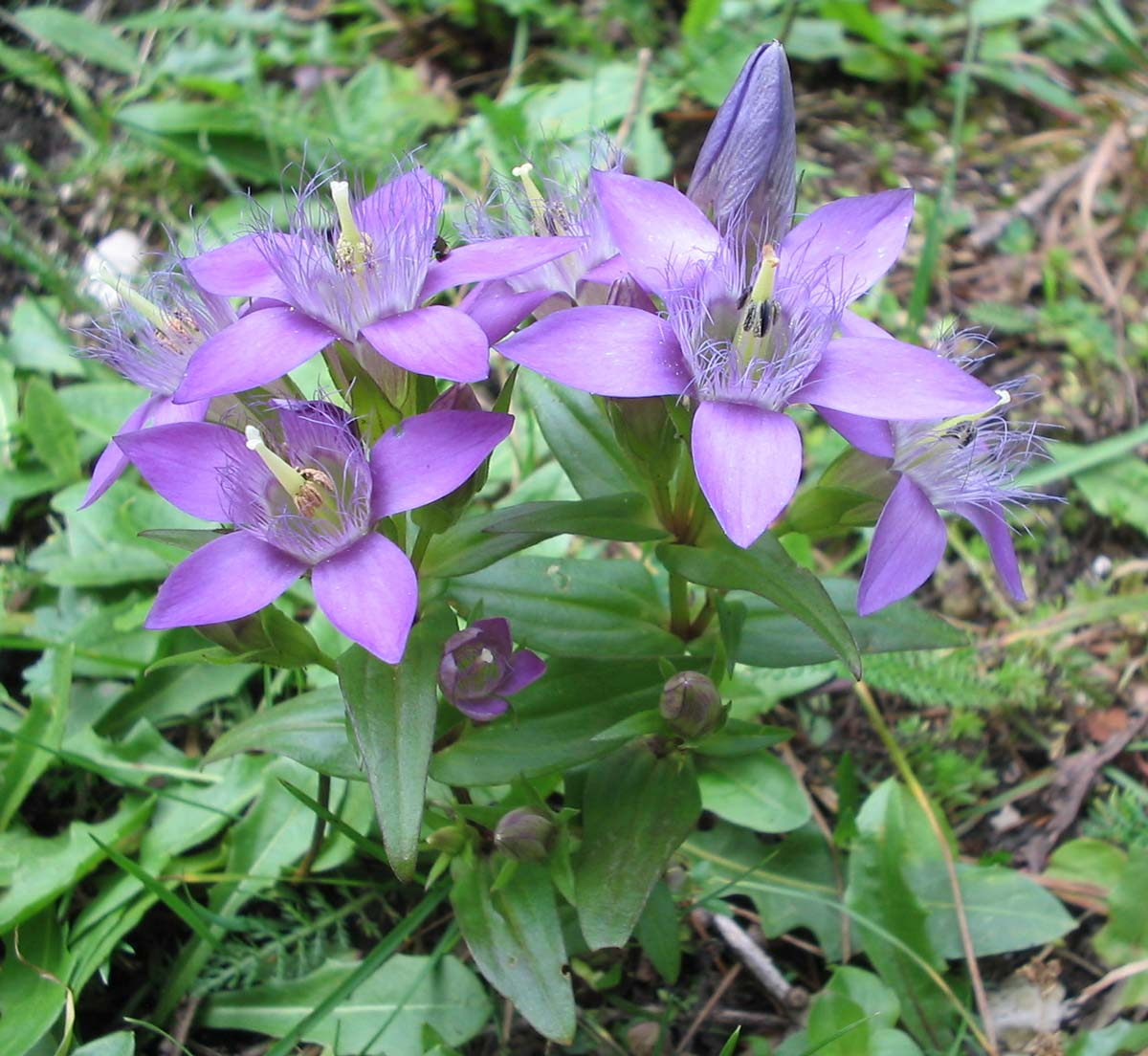
Kwiaty

PokrójRoślina jednoroczna lub dwuletnia. Dorasta do 40 cm wysokości. Łodyga jest wzniesiona, rozgałęziona, czterokanciasta.
LiścieLiście odziomkowe zebrane są w różyczkę. W czasie kwitnienia są już zazwyczaj obumarłe. Liście łodygowe są naprzeciwległe. Mają lancetowaty lub jajowaty kształt. Wierzchołek jest ostry. Są nieco mniejsze od liści odziomkowych – mierzą 4 cm długości.
KwiatySą pojedyncze. Rozwijają się na szczytach pędów. Działki kielicha są zrośnięte. Kielich ma 5 zaostrzonych i owłosionych wierzchołków. Płatki mają różowofioletową barwę. Są zrośnięte u nasady tworząc rurkę o długości 1,5–2,5 cm. Górna część jest rozpostarta. Kwiat ma 2,5 cm średnicy. Gardziel jest wyraźnie owłosiona.
Gatunki podobneRoślina jest podobna do goryczuszki gorzkawej (Gentianella amarella), która ma jednak mniejsze kwiaty (średnica wynosi nie więcej niż 1,8 cm) o czerwonofioletowej barwie.

## Biologia i ekologia
Rośnie na luźnych murawach, halach, podmokłych łąkach oraz w zaroślach kosodrzewiny. Występuje na wysokości do ponad 200 m n.p.m. Najlepiej rośnie na wapiennym podłożu. Kwitnie od maja do października. 

## Systematyka
Według niektórych źródeł jest uważana za formę goryczuszki Wettsteina (Gentianella germanica), która występuje między innymi w Karpatach i Sudetach. Jednak według The Plant List goryczka szorstka (Gentianella aspera) jest odrębnym gatunkiem.